# ستان لازاريديس
ستان لازاريديس (بالإنجليزية: Stan Lazaridis)‏ (مواليد 16 أغسطس 1972) هو لاعب كرة قدم. يلعب مع منتخب أستراليا لكرة القدم. سبق له أن لعب في كأس العالم لكرة القدم مع منتخب بلاده.

## روابط خارجية
- ستان لازاريديس على موقع الاتحاد الدولي (مؤرشف)  (الإنجليزية)
- ستان لازاريديس على موقع قاعدة بيانات كرة القدم.إي يو (الإنجليزية)
- ستان لازاريديس على موقع ناشيونال فوتبول تيمز (الإنجليزية)
- ستان لازاريديس على موقع Soccerbase.com (لاعب) (الإنجليزية)
- ستان لازاريديس على موقع عالم كرة القدم.نت (الإنجليزية)
- ستان لازاريديس على موقع كووورة
- ستان لازاريديس على موقع أوليمبيديا (الإنجليزية)
- ستان لازاريديس على موقع اللجنة الأولمبية الأسترالية (الإنجليزية)